# Wara Vargas Lara
Wara Vargas Lara (Cochabamba, 24 de febrero de 1977) es una reconocida fotógrafa boliviana con formación periodística.

## Biografía
Vargas es hija de artistas plásticos, creció inmersa en el mundo del arte. Nació en la ciudad de Cochabamba pero radica en la ciudad de La Paz.

## Carrera
Estudió Comunicación Social y se especializó en fotografía de prensa en el Instituto de Periodismo Internacional José Martí en Cuba. Durante los últimos 15 años, Vargas ha trabajado como fotoperiodista para diversos medios de comunicación en Bolivia. También ha exhibido su trabajo en exposiciones tanto en su país como en muestras colectivas en Alemania, Estados Unidos, Colombia, Brasil, Argentina y otros países.
Sus fotografías exploran temas como la experiencia de las mujeres y la historia de Bolivia, y su trabajo ha recibido varios reconocimientos nacionales e internacionales.

## Proyectos
En el año 2019, en Santa Cruz de la Sierra se presentó la exhibición fotográfica «Sueña», la cual retrata a las cholitas bajo el agua utilizando una cámara subacuática. En estas fotografías, las cholitas se sumergen en un estanque con su vestimenta característica.
Durante el período de cuarentena por la pandemia de COVID-19, Vargas acompañó a las 17 familias de personas no videntes en el Hogar Alfredo Tarifa Sánchez.
Otro de sus proyectos «Khipus que nacen del Cuerpo» representa una reinterpretación y revalorización de esta forma de escritura incaica.
Gracias a una beca de National Geographic, documentó el trabajo de parteras tradicionales en Bolivia.

## Premios
Vargas ha recibido múltiples nominaciones y reconocimientos a lo largo de su carrera, incluyendo el segundo lugar en la categoría de fotoperiodismo del Premio Latinoamericano de Fotografía en 2012, una mención de honor en el POY Latam en la categoría de noticias individuales en 2013, y una exposición individual en el Centro de Fotografía de Montevideo, Uruguay, en 2015. Además, en 2017, participó en dos exposiciones en Photo Patagonia en Argentina y en el Festival Revela-T de Fotografía Analógica. En 2018 expuso en el Festival San José Foto en San José, Uruguay.